# Cyperus dives
Cyperus dives är en halvgräsart som beskrevs av Alire Raffeneau Delile. Cyperus dives ingår i släktet papyrusar, och familjen halvgräs. Inga underarter finns listade i Catalogue of Life.